# Couronne de la reine Mary
La couronne de la reine Mary est une couronne fabriquée en 1911 pour Mary de Teck, reine consort du Royaume-Uni. Elle fait partie des joyaux de la Couronne britannique.

## Histoire
La reine Mary a acheté cette couronne, de sa propre poche, à Garrard & Co, en espérant qu'elle deviendrait un héritage porté par les futures reines consorts. D'inspiration Art déco, elle est quelque peu inhabituelle pour une couronne britannique car elle comporte huit demi-arches au lieu des quatre demi-arches (deux arches) habituelles.
La couronne en argent doré est ornée de quelque 2 200 diamants taillés en rose et en brillant. Elle contenait initialement le diamant Koh-i Nor de 105,6 carats (21,12 g), ainsi que les diamants Cullinan III de 94,4 carats (18,88 g) et Cullinan IV de 63,6 carats (12,72 g). En 1914, ces diamants sont remplacés par des répliques en cristal. Elle mesure 25 cm et pèse 590 g.
Les arches de la couronne sont détachables afin qu'elle puisse être portée comme une couronne ouverte. La reine Mary l'a portée ainsi à plusieurs reprises, notamment après la mort de son époux le roi George V, en 1936.
En 1937, année du couronnement du roi George VI, Cullinan V est ajouté à la couronne tandis que le Koh-i Nor est intégré à celle conçue pour la reine Elizabeth. Après la mort de la reine Mary en 1953, la couronne est exposée avec les joyaux de la Couronne britannique à la tour de Londres.
En février 2023, il est annoncé que la reine consort Camilla utilisera la couronne de la reine Mary lors de son couronnement, au côté de son époux le roi Charles III, le 6 mai 2023. Les modifications comprennent le réajustement de la couronne avec les diamants originaux Cullinan III, IV et V, et la suppression de quatre de ses huit demi-arches.

## Galerie

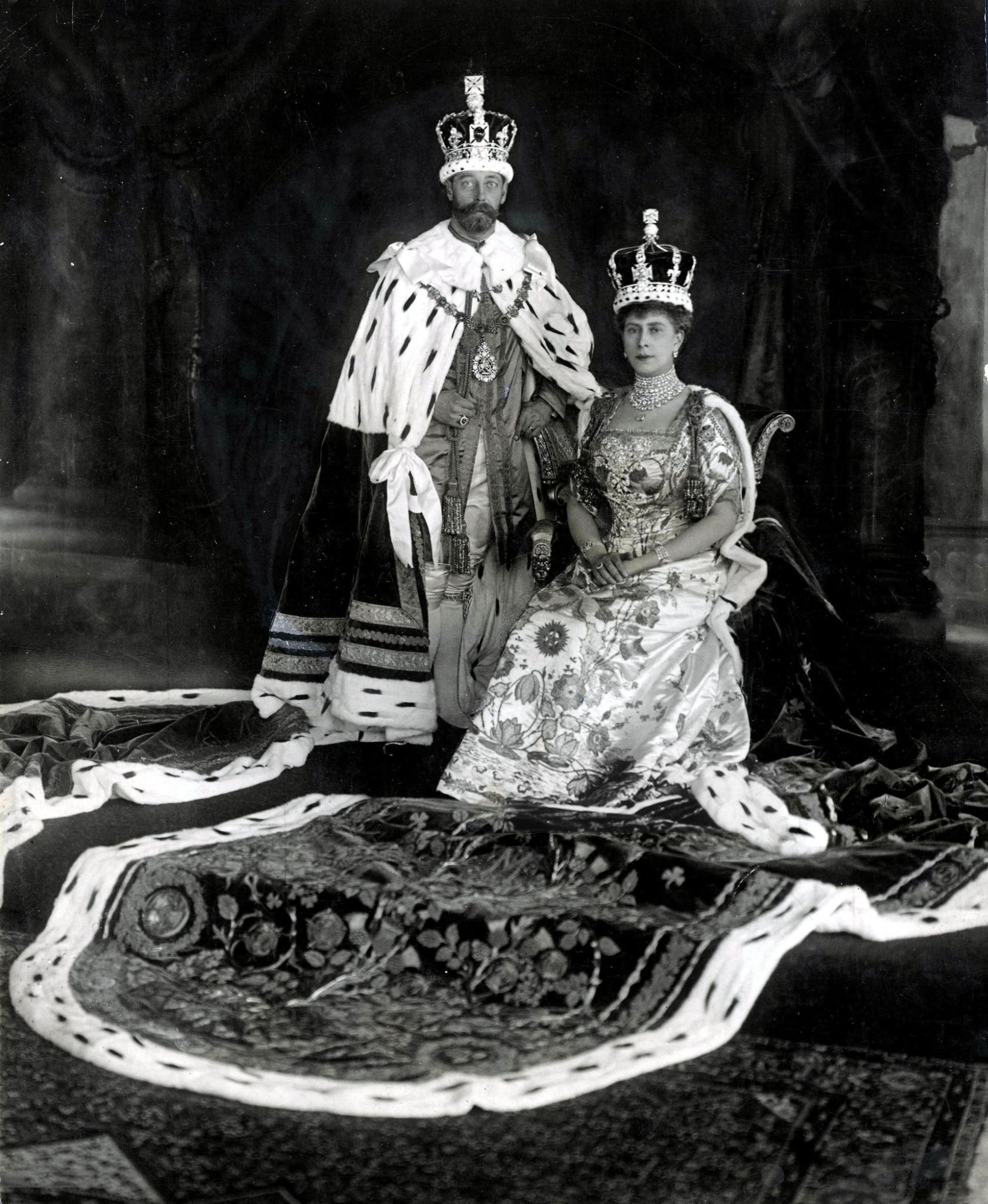
La reine Mary portant la couronne lors de son couronnement (1911).
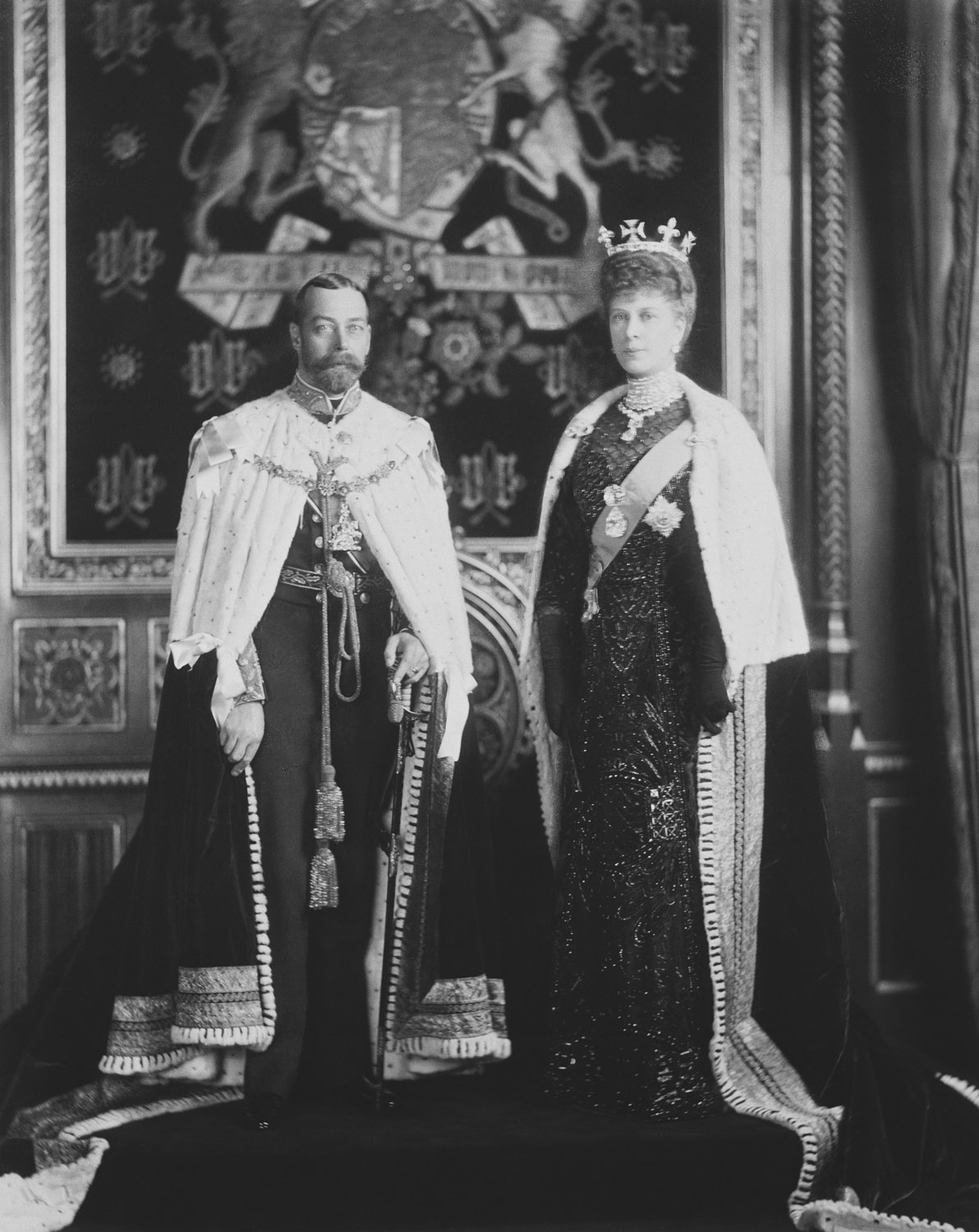
La reine Mary portant la couronne sans les arches lors de la cérémonie d'ouverture du Parlement (1911).
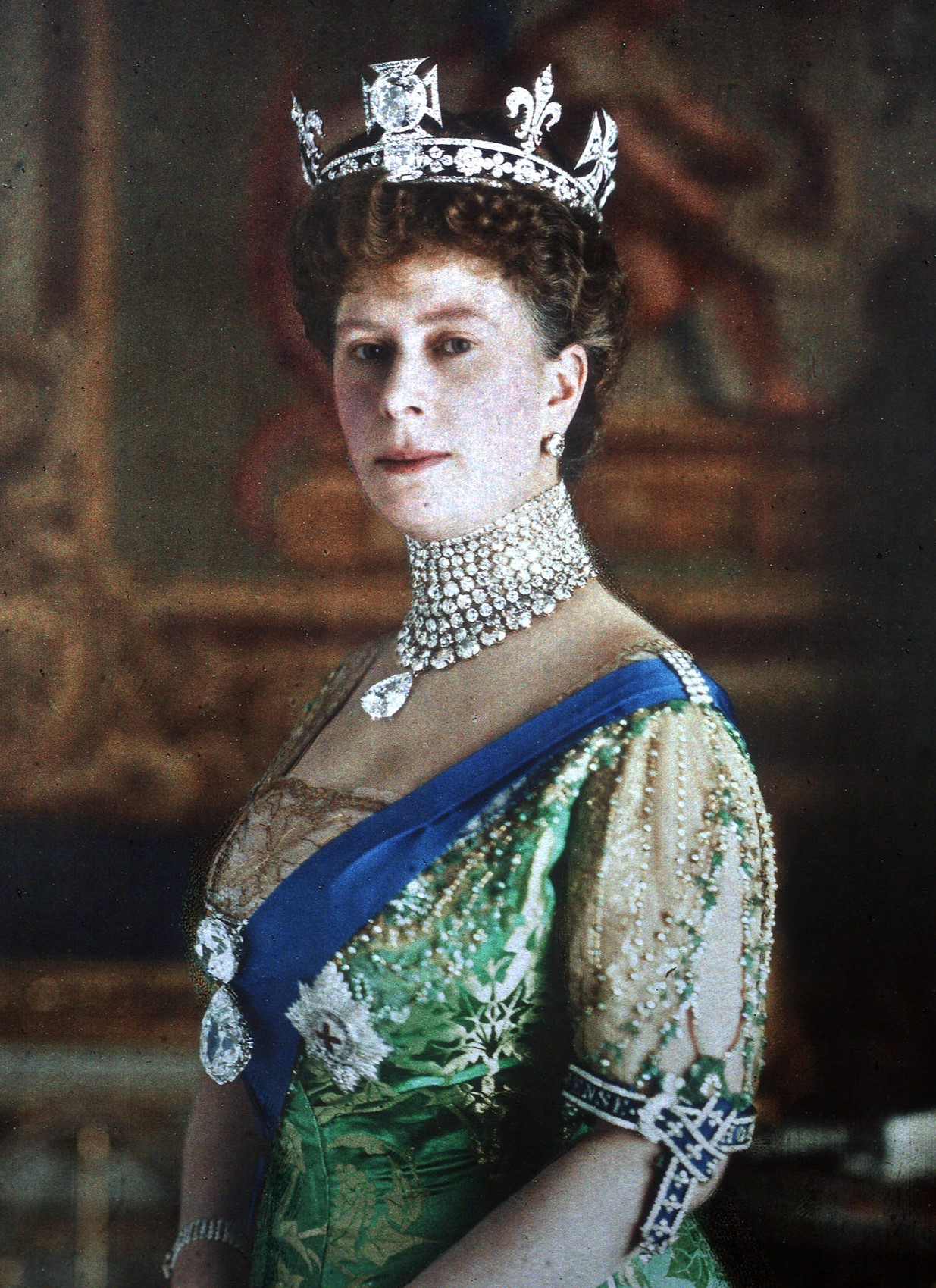
La reine Mary portant la couronne sans les arches (1914).
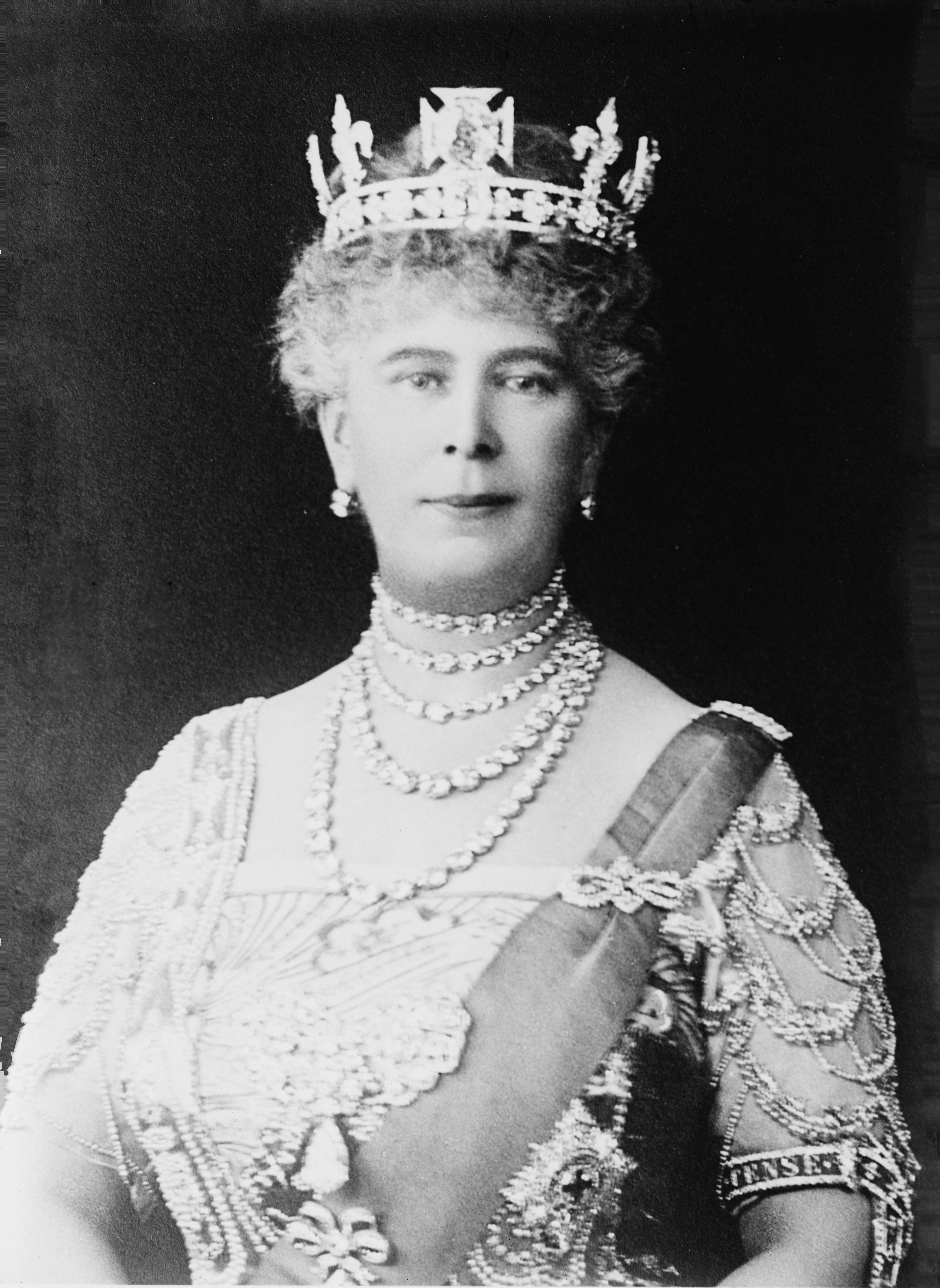
La reine Mary portant la couronne sans les arches (1923).
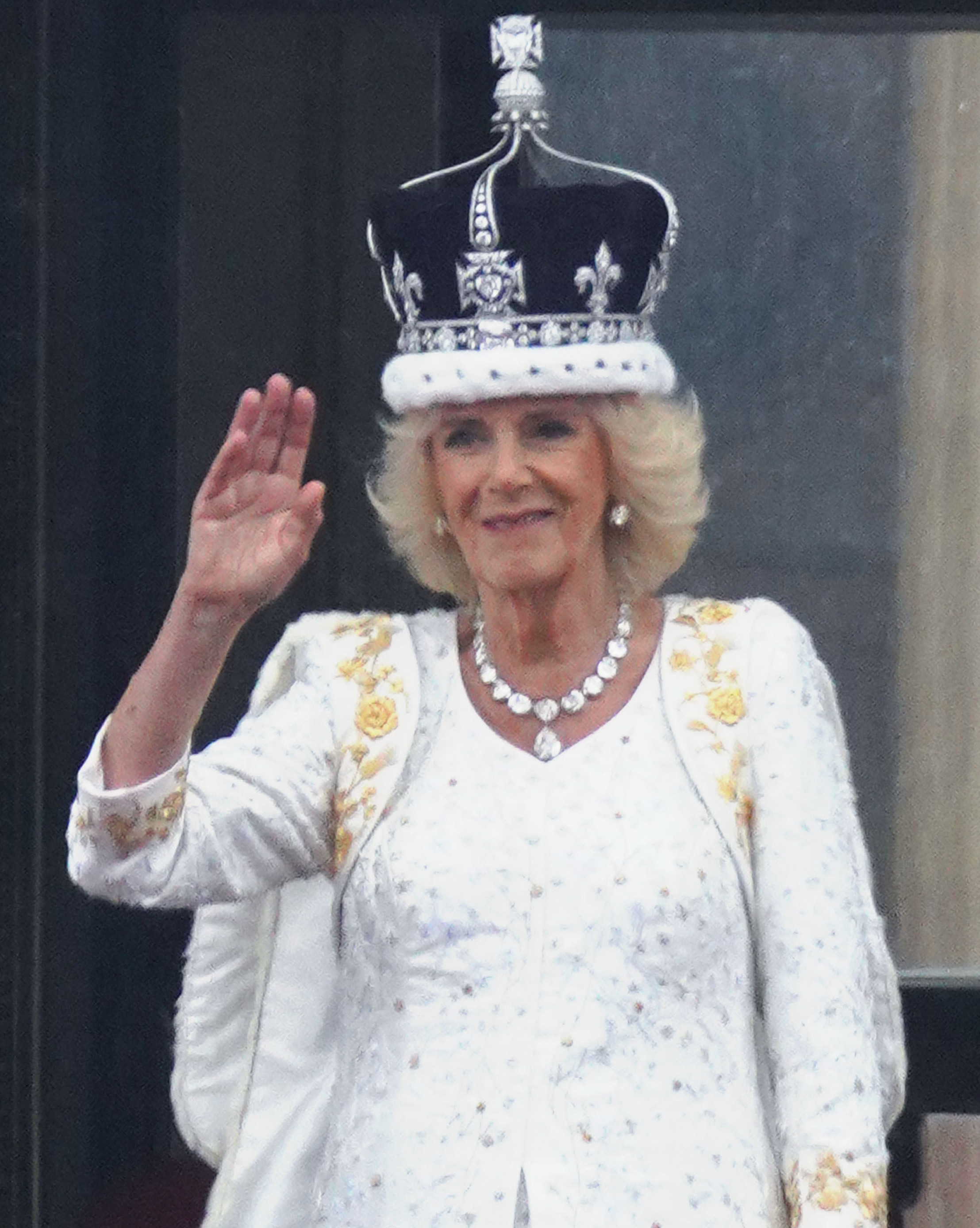
La reine Camilla portant la couronne lors de son couronnement (2023).